# Мясков, Константин Александрович
Константин Александрович Мяско́в (1921—2000) — советский и украинский композитор. Народный артист Украины (1993).

## Биография
Родился 15 августа 1921 года в Полтаве (Украина). Украинец. В 1958 году окончил КГК имени П. И. Чайковского по классу композиции К. Ф. Данькевича. В 1939—1945 годах баянист-концертмейстер ансамбля ХВО, АПП Южного фронта (выступал на фронтах Великой Отечественной войны). В 1951—1952 годах солист республиканской филармонии в Киеве.
Покончил с собой 4 января 2000 года в связи с множеством тяжёлых хронических заболеваний.

## Творчество
- балет «Сказка о весёлом мотыльке» (1980)
- музыкальные комедии, в том числе «Баллада о мальчуганах» (по А. П. Гайдару, 1979, Симферополь)
- «День в Веселовке» (1983, Тернополь)
- Занимался обработкой народных песен и танцев, как пример: "Коломыйка"[2]
- кантаты «Рассвет над Африкой» (1963), «Рабочая слава» (1977)
- концерты для различных музыкальных инструментов с оркестром; произведений для оркестра народных инструментов, для баяна; хоров; романсов, песен; обработки народных песен; музыки к кинофильмам и др.

## Награды и премии
- заслуженный деятель искусств УССР (1979)
- народный артист Украины (1993)